# Poco Ranaka
Poco Ranaka är en vulkan i Indonesien.   Den ligger i provinsen Nusa Tenggara Timur, i den centrala delen av landet, 1 500 km öster om huvudstaden Jakarta. Toppen på Poco Ranaka är 2 277 meter över havet, eller 566 meter över den omgivande terrängen. Bredden vid basen är 10,8 km. Poco Ranaka ingår i Pegunungan Ruteng.
Terrängen runt Poco Ranaka är kuperad åt nordost, men åt sydväst är den bergig.Runt Poco Ranaka är det ganska tätbefolkat, med 166 invånare per kvadratkilometer. Närmaste större samhälle är Ruteng, 6,9 km väster om Poco Ranaka. I omgivningarna runt Poco Ranaka växer i huvudsak städsegrön lövskog.